# Eksedra

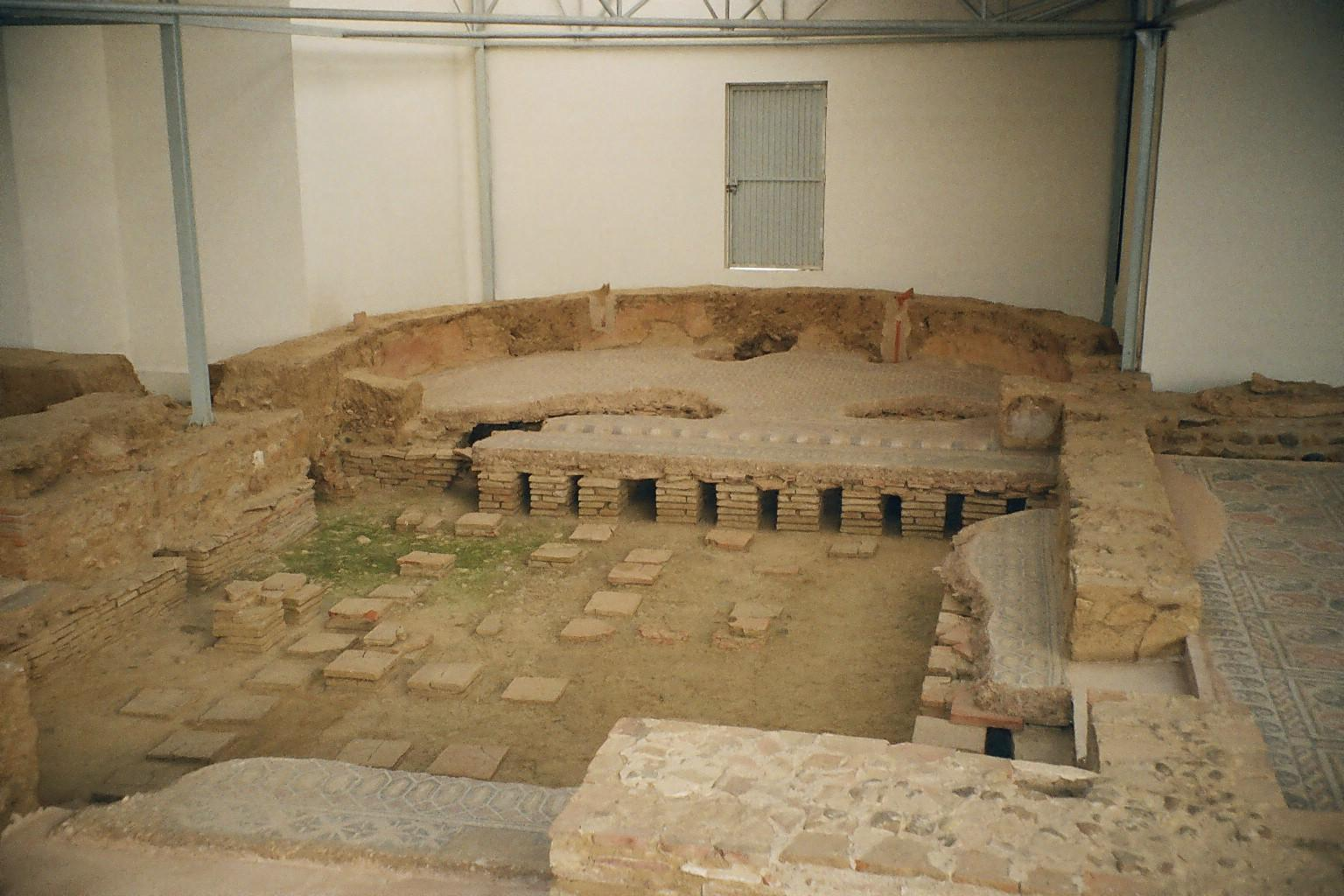
Hypocaustum pod podłogą eksedry w starorzymskiej willi

Eksedra (dawniej też egzedra) – otwarta, półkolista nisza.
Forma wykształcona w architekturze starożytnej Grecji jako zakończenie perystylu. Często wzbogacona kolumnadą. Przeznaczona była na dysputy i połączona zazwyczaj z gimnazjonem. W starożytnym Rzymie eksedra była stawiana także jako samodzielna budowla z niszami i posągami, np. w Olimpii. W architekturze ogrodowej używa się tego określenia dla półkolistej kolumnady, niszy lub pergoli z dostawioną ławką na obwodzie, osłoniętego miejsca do siedzenia położonego na zewnątrz budynku.
Otwarta do części środkowej, półkolista wnęka, często dwukondygnacyjna, występuje w centralnych kościołach bizantyjskich. W architekturze romańskiej eksedry występowały sporadycznie i szybko przekształciły się w empory.
W terminologii kościelnej jako eksedrę określa się niekiedy apsydę, kazalnicę, biskupią katedrę (siedzisko) w kościele i zabudowania zewnętrzne większych kościołów, jak baptysterium i secretanum.